# Present from Nancy
Present from Nancy is het debuutalbum uit 1970 van de Nederlandse progressieve rockband Supersister. De band kreeg een albumdeal bij Polydor naar aanleiding van hun succesvolle eerste single She Was Naked. Het album werd opgenomen in de Phonogram Studio te Hilversum en geproduceerd door Hans van Oosterhout. De techniek was in handen van Pieter Nieboer, Wouter Luikinga en Jan Schuurman.
Het album werd in 2008 opnieuw uitgebracht met bonustracks door Esoteric Recordings.

## Nummers
Originele LP
Kant 1
1. "Present from Nancy" (Ron van Eck/Robert Jan Stips) - 8:02
  1. "Introduction"
  2. "Present from Nancy"
2. "Memories Are New (Boom-chick)" (Ron van Eck/Robert Jan Stips) - 9:49
  1. "Memories Are New"
  2. "11/8"
  3. "Dreaming Wheelwhile"

Kant 2
1. "Corporation Combo Boys" (Robert Jan Stips) - 1:22
2. "Metamorphosis" (Robert Jan Stips)
  1. "Mexico"
  2. "Metamorphosis"
  3. "Eight Miles High"
3. "Dona Nobis Pacem" (Hans van Oosterhout/Supersister) - 8:36

Heruitgave uit 2008
1. "Introduction" - 2:55
2. "Present from Nancy" - 5:14
3. "Memories Are New" - 3:46
4. "11/8" - 3:15
5. "Dreaming Wheelwhile" - 2:50
6. "Corporation Combo Boys" - 1:21
7. "Mexico" - 4:20
8. "Metamorphosis" - 3:26
9. "Eight Miles High" - 0:20
10. "Dona Nobis Pacem" - 8:36
11. "She Was Naked" - 3:45 (A-kant van single "She Was Naked")
12. "Spiral Staircase" - 3:06 (B-kant van single "She Was Naked")
13. "Fancy Nancy" - 2:40 (A-kant van single "Fancy Nancy")
14. "Gonna Take Easy" - 1:48 (B-kant van single "Fancy Nancy")

## Bezetting
- Robert Jan Stips: toetsinstrumenten, zang
- Sacha van Geest: dwarsfluit, zang
- Ron van Eck: basgitaar
- Marco Vrolijk: drums, percussie